# Samopodobieństwo

Krzywa Kocha przejawia nieskończenie powtarzalne samopodobieństwo podczas powiększania.

Trójkąt Sierpińskiego jest samopodobny.

Samopodobieństwo – właściwość zbioru, przejawiająca się tym, że kształt całego zbioru jest podobny do kształtu fragmentu tego zbioru (jednego lub kilku). Wiele obiektów w świecie rzeczywistym, jak np. linia brzegowa, jest statystycznie samopodobnych: ich fragmenty przejawiają takie same statystyczne właściwości w wielu różnych skalach . Samopodobieństwo jest typową własnością fraktali.
Dokładną ilustracją samopodobieństwa jest niezmienniczość względem skali, czyli fakt, że dowolnie powiększony fragmentu zbioru jest podobny do całości. Na przykład boczny fragment krzywej Kocha jest zarówno symetryczny, jak i niezmienniczy względem skali; każdorazowe 3-krotne powiększenie nie zmienia jego kształtu.

## Definicja formalna
Zwarta przestrzeń topologiczna {\displaystyle X} jest samopodobna, jeśli istnieje w niej zbiór skończony {\displaystyle S} indeksujący zbiór homeomorfizmów niebędących suriekcjami {\displaystyle \{f_{s}\}_{s\in S},} dla których
{\displaystyle X=\cup _{s\in S}f_{s}(X).}
Jeśli {\displaystyle X\subset Y,} to mówi się, że {\displaystyle X} jest samopodobny, jeśli jest to jedyny nie pusty podzbiór z {\displaystyle Y} taki, że powyższe równanie zachodzi dla {\displaystyle \{f_{s}\}_{s\in S}.}
Trójkę
{\displaystyle {\mathfrak {L}}=(X,S,\{f_{s}\}_{s\in S})}
nazywa się strukturą samopodobną. Homeomorfizm może być funkcją iterowaną, co w efekcie tworzy system funkcji iterowanych. Złożenie funkcji tworzy strukturę algebraiczną zwaną monoidem. Kiedy zbiór {\displaystyle S} ma tylko dwa elementy, to monoid określa się jako monoid diadyczny. Monoid diadyczny można zobrazować jako nieskończone drzewo binarne. Uogólniając, jeśli zbiór {\displaystyle S} ma {\displaystyle p} elementów, to monoid można zaprezentować jako drzewo p-adyczne.

## Przykłady

Samopodobieństwo w zbiorze Mandelbrota ukazane przez powiększanie w punkcie Feigenbauma w (−1,401155189..., 0)

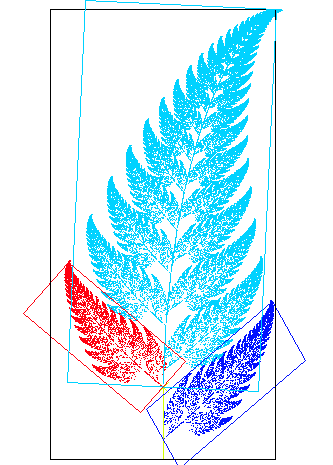
Obraz paproci odkrywający samopodobieństwo przekształceń afinicznych

Zbiór Mandelbrota jest samopodobny w otoczeniu punktu Misiurewicza.
Samopodobieństwo ma ważne konsekwencje w projektowaniu sieci komputerowych, gdyż ruch w sieci ma właściwości samopodobieństwa. Na przykład w inżynierii telekomunikacji transmisja danych komutowanych przejawia właściwości samopodobieństwa . Właściwość ta oznacza, że proste modele bazujące na rozkładzie Poissona są niedokładne a sieci zaprojektowane bez uwzględnienia samopodobieństwa mogą zachowywać się nieprzewidywalnie.
Podobnie zmiany na rynku akcji są opisywane jako samoprzekształcenia afiniczne, tj. wydają się być samopodobne po przekształceniu przez odpowiednie przekształcenie afiniczne na poziome obserwowanego szczegółu .
Samopodobieństwo można znaleźć również w naturze. Na rysunku po prawej stronie widać matematycznie wygenerowany samopodobny obraz liścia paproci wyraźnie podobny do liści naturalnych.